# Jałówka (gmina Michałowo)

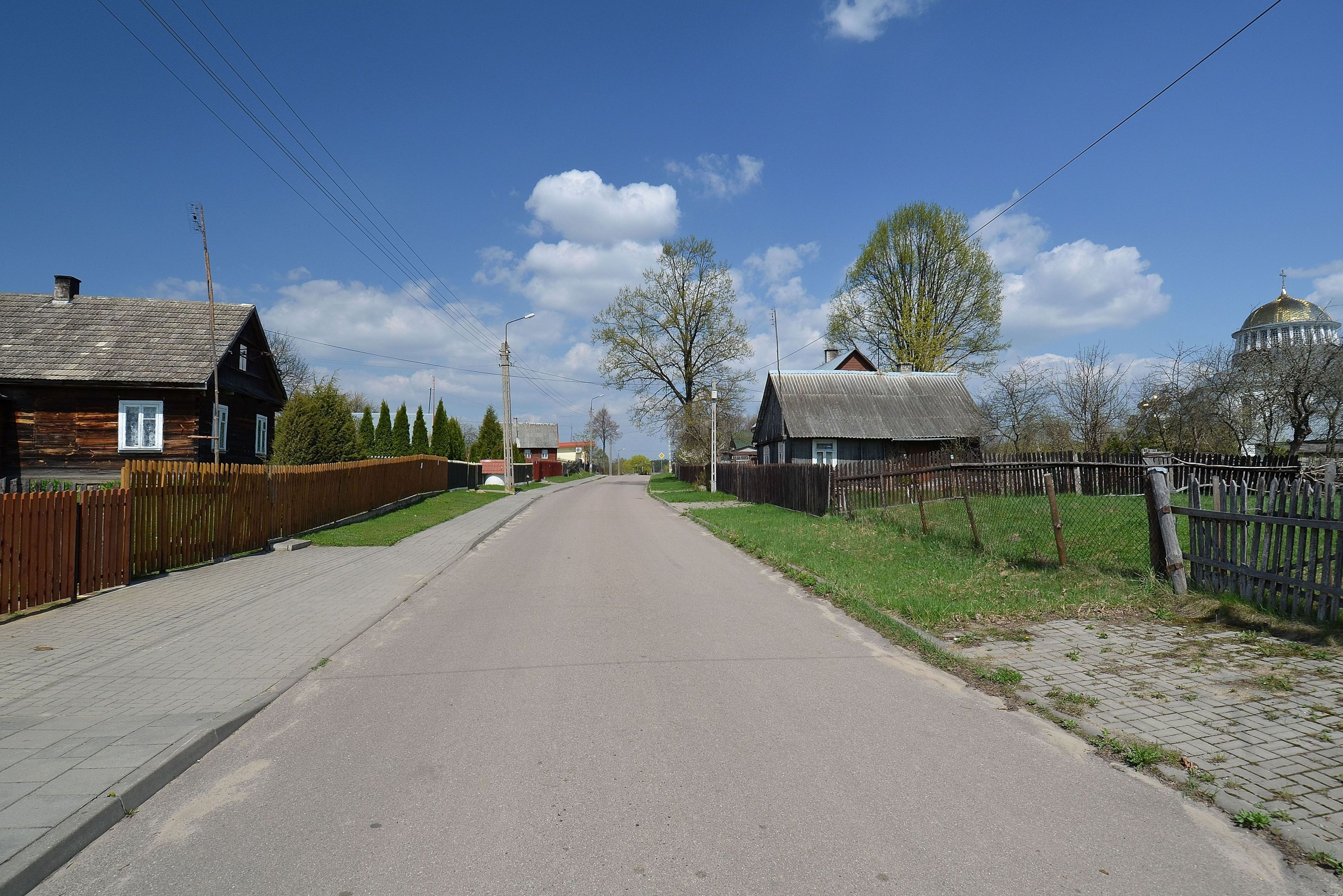
Ulica w Jałówce

Jałówka – wieś (dawniej miasto) w Polsce położona w województwie podlaskim, w powiecie białostockim, w gminie Michałowo.
Wieś jest siedzibą sołectwa Jałówka, w skład którego wchodzą: Jałówka, Kondratki, Kituryki, Mostowlany-Kolonia, Dublany, Gonczary.
Jałówka uzyskała lokację miejską w 1545 roku, zdegradowana przed 1897 rokiem. W II RP siedziba gminy Jałówka w powiecie wołkowyskim.
W latach 1954–1971 wieś należała i była siedzibą władz gromady Jałówka, po jej zniesieniu w gromadzie Szymki. W latach 1975–1998 miejscowość należała administracyjnie do województwa białostockiego.

## Historia
Prawa miejskie (magdeburskie) otrzymała w 1545 roku, za czasów króla Zygmunta I Starego. Miasto królewskie położone w końcu XVIII wieku w starostwie niegrodowym jałowskim w powiecie wołkowyskim województwa nowogródzkiego. 
W czasie powstania styczniowego miejsce zgrupowań powstańców – patriotów. Przed II wojną światową miasteczko, zamieszkiwane przez ok. 4000 osób, z tego połowę stanowiła ludność żydowska. Funkcjonowały dwie parafie (dwa kościoły) rzymskokatolickie – Przemienienia Pańskiego i św. Antoniego (obecnie w ruinie), dwie synagogi oraz cerkiew prawosławna. Od sierpnia 1941 do lipca 1944 roku znajdował się tam areszt niemieckiej żandarmerii, w którym przetrzymywano mieszkańców Jałówki i okolicznych wsi, których następnie wywożono na roboty przymusowe do III Rzeszy, obozów koncentracyjnych i więzień. Jesienią 1942 roku ludność żydowską wywieziono do obozu przejściowego w Wołkowysku. 
Po 1945 roku w Jałówce znajdowała się strażnica WOP.
Do dziś zachował się miejski układ przestrzenny Jałówki z rynkiem – parkiem w centrum.

## Zabytki
- rozplanowanie przestrzenne d. miasta – obecnej wsi, XVI, nr rej.: A-345 z 19.06.1986
- ruiny kościoła pw. św. Antoniego, 1910–15, nr rej.: j.w.
- cmentarz grzebalny, XIX, nr rej.: j.w.
- kościół par. pw. Przemienienia Pańskiego, ul. Kościelna 1, 1859, 1922, nr rej.: A-5 z 25.11.1999
- zespół cerkwi prawosławnej, nr rej.:A-69 z 20.07.2002 :
  - cerkiew par. pw. Podwyższenia Krzyża Świętego, 1956–1960
  - dzwonnica – kaplica pw. Świętych Równych Apostołom Konstantyna i Heleny, 1990
  - cmentarz cerkiewny
  - ogrodzenie (mur) z bramą i furtką[14]

## Obiekty sakralne
- kościół rzymskokatolicki Przemienienia Pańskiego
- cerkiew prawosławna Podwyższenia Krzyża Świętego (parafialna)
- kaplica prawosławna Świętych Konstantyna i Heleny